# Єрхи
Єрхи (біл. вёска Ярхі) — село в складі Вілейського району Мінської області, Білорусь. Село підпорядковане Костеневицькій сільській раді, розташоване в північній частині області.

## Історія
У 1921–1945 роках село знаходилось у Польщі, у Вільнюськім воєводстві, Вілейського повіту, у гміні Костеневичі.

## Населення
- 1921 рік — 315 людини, 68 будинків[1]
- 1931 рік — 297 людини, 55 будинків[2].